# La Voix du feu
La Voix du feu (titre original : Voice of the Fire) est le premier roman d'Alan Moore, un scénariste de bande dessinée. Le livre de douze chapitres a d'abord été publié au Royaume-Uni en 1996. Chacun de ces chapitres raconte, à la première personne, une histoire se déroulant à Northampton, mais à une époque différente (de la Préhistoire à l'époque contemporaine), et marquée par les mêmes motifs récurrents, comme l'explique le dernier chapitre : "Flammes, Eglises, Têtes et Chiens", ainsi que "jambes blessées, voire carrément perdues". Les narrateurs sont soit des personnages imaginaires, soit des personnages historiques : Simon de Senlis, Francis Tresham, le poète John Clare, le tueur Alfred Rouse, et Alan Moore lui-même - à quoi il faut ajouter, dans les personnages secondaires, John Dee ou Melinda Gebbie. L'influence de Marcel Schwob ou de Jorge Luis Borges est palpable dans l'attention portée à des épisodes peu connus de l'Histoire, dans la composition du recueil, ainsi que dans la trame de certaines histoires ; elle est d'ailleurs revendiquée par la quatrième de couverture de la version anglaise.

## Accueil francophone
Les adeptes sont enthousiastes,,.